# Myripristis astakhovi
Myripristis astakhovi là một loài cá biển thuộc chi Myripristis trong họ Cá sơn đá. Loài này được mô tả lần đầu tiên vào năm 1997.

## Từ nguyên
Từ định danh astakhovi được đặt theo tên của Dmitry Alekseevich Astakhov, bạn và đồng nghiệp với nhà nghiên cứu A. N. Kotlyar trong Phòng thí nghiệm Ngư giới Đại dương (Viện Hàn lâm Khoa học Nga), người đã thu thập mẫu định danh của loài cá này và cung cấp nhiều mẫu cá sơn đá từ Việt Nam cho tác giả.

## Phân bố
M. astakhovi hiện chỉ được biết đến tại vịnh Nha Trang (Việt Nam). Mẫu định danh (cũng là mẫu duy nhất) được thu thập tại hòn Tre ở độ sâu khoảng 9–14 m.

## Mô tả
Chiều dài cơ thể lớn nhất được ghi nhận ở M. astakhovi là 12,1 cm.
Số gai ở vây lưng: 11; Số tia vây ở vây lưng: 13; Số gai ở vây hậu môn: 4; Số tia vây ở vây hậu môn: 11; Số tia vây ở vây ngực: 15; Số vảy đường bên: 28.